# 적벽가
《적벽가》(赤壁歌)는 《삼국지연의》에서 적벽대전을 바탕으로 한 판소리 다섯 마당 중의 하나. 일명 《화용도타령》(華容道-)이라고도 하며, 《관우희》에도 소개되어 있다.
판소리의 바탕이 되는 서사의 기본이 명확히 소설이라는 점에서 다른 판소리 작품과 구별된다. 순조·헌종·철종의 3대에 걸쳐 활약한 명창이며, 8명창 중의 한 사람인 모흥갑이 《적벽가》로 유명하였다는 점으로 보아, 1810년 이전부터 판소리로 불려 왔다고 추정된다. 중국 명대의 소설 《삼국지연의》의 적벽대전에서 조조가 크게 패하는 대목이 그 내용이다. 내용은 한국인의 정서에 맞게 창작 또는 수정된 부분도 많다. 특히 본래 영웅담에 가까운 적벽대전 이야기를 군사들의 입장에서 지배층을 조롱하기도 하는 등 그 관점이 상당부분 개작되어 있는 작품이다. 주로 양반층이 많이 듣고 찾았으며, 전근대에는 《적벽가》의 능/불능 여하에 따라 소리꾼에 대한 대접이 달라졌다고 한다.

## 구성
① 초앞(廳－초비두) ② 삼고초려(三顧草廬) ③ 박망파 싸움 혹은 장판교 싸움 ④ 공명이 오나라에 들어가 활약하는 대목 ⑤ 군사설움타령 ⑥ 위진 군사 분발 ⑦ 공명기풍(孔明祈風) ⑧ 자룡탄궁(子龍彈弓) ⑨ 오·한 양진 군사 분발 ⑩ 적벽대전(赤壁大戰) ⑪ 새타령 ⑫ 조조 패주 ⑬ 장승타령 ⑭ 화용도 복병 ⑮ 조조 생환(~더질더질)

## 음악적 특징과 눈대목
적벽가는 기본적으로 남성적인 사설과 남성적인 성음을 주로 사용한다. 고제(古制)일수록 우조(羽調)를 주로 사용하며 평조(平趙)와 계면조(界面調)는 극히 일부에 사용할 뿐 거의 사용하지 않는다. 또한 설렁제와 같이 고음과 좋은 성량을 필요로 하는 창법을 많이 구사하는 경우도 대단히 많다. 음악적으로 뛰어나 '눈대목'으로 분류되는 것은 다음과 같다.
- 삼고초려(우조-진양)
- 부모설움(계면조-진양)
- 처자설움(계면조-중중모리)
- 아내설움(계면조-중모리)
- 공명기풍(우조-자진모리)
- 자룡탄궁(우조-자진모리)
- 적벽대전(우조, 호령조-자진모리)
- 새타령(계면조-중모리)
- 장승타령(계면조-중중모리)
- 군사점고(계면조·경드름)

## 《적벽가》의 명창과 전승
전기한 모흥갑 이외에도 송흥록, 방만춘, 주덕기, 박유전, 박만순, 정춘풍, 김창록, 서성관, 이창운, 이날치 등이 적벽가를 잘했다. 이 가운데에 방만춘은 적벽대전을 더늠으로 하였고, 박만순은 화용도와 장판교 싸움, 주덕기는 자룡탄궁을, 정춘풍은 공명 기풍 가운데 축문을, 김창록은 군사설움, 이날치는 새타령을 더늠으로 하거나 새로 짜 넣었다고 한다. 근대에는 송만갑, 이동백, 김창룡, 정정렬, 조학진, 박기홍이 모두 적벽가를 잘했고, 송만갑의 제자인 장판개가 또한 적벽가를 잘했는데, 적벽가를 한번 하면 천장의 먼지가 떨어질 만큼 풍부한 성량을 자랑하였다 한다. 이들 이후에는 유성준에게 배운 임방울, 이동백과 유성준에게서 배운 정광수, 유성준과 정정렬에게서 배운 김연수, 송만갑에게 배운 박봉술, 조학진에게 배운 박동진이 적벽가의 명창으로 유명하였으며, 김채만 바디를 이은 한승호나 정응민 바디를 이은 정권진 또한 적벽가를 잘했다.
현재 적벽가의 전판은 다음과 같이 전승되고 있다. (진한 글씨: 적벽가 예능보유자)
- 박봉술 바디: 송만갑→박봉래→박봉술→송순섭, 김일구 , 안숙선 - 송순섭, 김일구 중요무형문화재 지정
- 박동진 바디: 정춘풍→박만순→박기홍→조학진→박동진→강정자 , 김양숙 - 강정자 국가무형문화재 명예보유자 지정
- 김채만 바디: 이날치→김채만→박동실→한승호→전승자 없음
- 유성준 바디: 유성준, 이동백→정광수→전승자 불확실
- 김연수 바디: 정정렬, 유성준→김연수→오정숙, 이일주
- 정응민 바디: 박유전→정재근→정응민→정권진→윤진철 - 윤진철 국가무형문화재 지정

## 같이 보기
- 판소리
- 고수 (판소리)
- 한국의 문화

## 참고 문헌
- 한국어 위키문헌에 이 글과 관련된 원문이 있습니다. 적벽가 성두본
- 이 문서에는 다음커뮤니케이션(현 카카오)에서 GFDL 또는 CC-SA 라이선스로 배포한 글로벌 세계대백과사전의 내용을 기초로 작성된 글이 포함되어 있습니다.